# Muhammad Shah di Selangor
Almarhum Sultan Sultan Muhammad Shah ibni Almarhum Sultan Ibrahim Shah (... – Kuala Selangor, 6 gennaio 1857) è stato sultano di Selangor in Malaysia dal 1826 al 1857.

## Biografia
Mohammed Shah non era il figlio della prima moglie di suo padre, tuttavia egli lo nominò suo erede e i dignitari di Selangor lo accettarono come prossimo sultano. Muhammad Shah non era molto competente nel governo dello Stato e non aveva il controllo totale sui raja locali e sui capi villaggio, di fatto sovrani dei loro distretti. Entro la fine del suo regno, Selangor era separato in cinque territori di fatto indipendenti: ovvero Bernam, Kuala Selangor, Kelang, Langat e Lukut. Ogni area era governata da diversi leader e Muhammad Shah controllava di fatto solo Kuala Selangor. Durante il suo regno i coloni cinesi avviarono la produzione di stagno. La creazione delle miniere di questo metallo nel distretto di Ampang portò un notevole profitto. Questo è il solo successo riconosciuto del suo regno.
Muhammad Shah si sposò tre volte ed ebbe tredici figli, sei maschi e sette femmine.
Morì a Kuala Selangor il 6 gennaio 1857 e fu sepolto nel cimitero reale di Bukit Melawati.